# Gregorio Cruzada Villaamil
Gregorio Cruzada Villaamil o Villamil (Alicante, 1832-Madrid, 29 de noviembre de 1884) fue un historiador, crítico del arte, periodista y político español.

## Biografía
Como periodista fue redactor de La Revista Ibérica y dirigió La Razón (1860-1861), el boletín mensual El Arte en España (1862-1870) y El Averiguador (1867). Usó el cervantino pseudónimo "El difunto pintor Orbaneja". Denunció la ruina de la catedral de León y promovió su restauración; conocido por su gran trabajo historiográfico, siguió los pasos de Ceán Bermúdez y con la metodología del positivismo documentó a fondo sus trabajos y cargó de datos sus juicios para conseguir el más alto rigor. Después de Antonio Palomino, fue el primer estudioso de Diego Velázquez, en especial su relación con Rubens. Acompañó a Berlín a su gran amigo el poeta y dramaturgo Eulogio Florentino Sanz, nombrado secretario de la legación española, aunque volvió enseguida.
Mención aparte merecen sus trabajos sobre Francisco de Goya, de quien descubrió en 1870 los cartones para tapices en el sótano del Palacio Real de Madrid; logró que pasaran a engrosar la colección del Museo del Prado. Amante de la cultura y muy amigo de la juventud de entonces, sostuvo, según José Francos Rodríguez y Francisco Blanco García, una modesta tertulia en su casa de la Calle Lope de Vega a la que acudían entre otros numerosos escritores y artistas, sobre todo granadinos, entonces poco conocidos: Pedro Antonio de Alarcón, Gaspar Núñez de Arce, Ventura Ruiz Aguilera, Manuel del Palacio, José Castro y Serrano, Luis de Eguílaz, el poeta Antonio Trueba, Serra, el libretista de zarzuelas José Picón, el novelista Manuel Fernández y González, el dramaturgo Adelardo López de Ayala, Rafael García Santisteban, Antonio Arnao, Eulogio Florentino Sanz, el pintor Germán Hernández y Manuel de Llano y Persi.
Fundó y promovió diversos estudios sobre el arte en España, destacando en especial el citado boletín mensual El Arte en España, que dirigió entre 1862 y 1870. Como crítico de arte varias veces apoyó la carrera de pintores como Antonio Gisbert. Conspicuo liberal, Cruzada ejerció varias veces puestos públicos de importancia y relacionados con el patrimonio artístico, como jefe de la Comisión de Inventarios, y las direcciones generales de Estadística y de Correos y Telégrafos; en este último cargo estuvo un sexenio (1875-1881) y le cupo restaurar la red destrozada por la última guerra carlista y elaborar unos Anales de las Ordenanzas de Correos de España (1879) en varios volúmenes. Fue miembro correspondiente de la Real Academia de Bellas Artes de San Fernando; perteneció también a la Sociedad de Bibliófilos Españoles y colaboró con Francisco Asenjo Barbieri en exhumar códices de música antigua española, de los cuales descubrió algunos, en especial el Cancionero de Palacio o de Barbieri, que halló en la Biblioteca del Palacio Real en 1870 y fue impreso en 1890. . Fue uno de los historiadores que mejor profundizó en las colecciones del Prado. En la obra de Goya, fue el primer historiador que revisó sus cartones y los catalogó cuidadosamente, rescatando varios documentos de archivo para lograr un buen estudio. Poco después decidió emprender otro proyecto colosal: publicar un libro sobre la vida y obra de Diego Velázquez. Para ello tuvo que estudiar a fondo la colección de Rubens, de lo que derivó su libro Rubens, diplomático español, primera obra seria sobre el pintor. Editó además dos obras clásicas para la historia de la pintura del Siglo de Oro, el Arte de la Pintura de Francisco Pacheco y los Diálogos de la pintura, su defensa, origen, essentia, definición, modos y differencias de Vicente Carducho.
A finales de 1862 se le comisionó como subdirector del Museo Nacional de Pintura y Escultura, más conocido por el nombre de Museo de la Trinidad, cargo que retuvo hasta 1864 y al año siguiente fue nombrado director, cargo en que estuvo hasta 1870. Actualizó y revisó el catálogo sumario de pinturas realizado en 1854, inspeccionando todas las colecciones presentes en el Museo hasta conseguir una publicación digna en 1865, el Catálogo provisional, historial y razonado del Museo Nacional de Pinturas. Entre 1871 y 1876 fue elegido diputado por la provincia de Alicante.

## Obra
- Anales de la vida y de las obras de Diego de Silva Velázquez. Escritos con ayuda de nuevos documentos, Madrid: Lib. de Miguel Guijarro, 1885.
- Rubens, diplomático español (Madrid, 1874).
- Catálogo provisional, historial y razonado del Museo Nacional de Pinturas, Madrid, Manuel Galiano, 1865.[1]
- Los tapices de Goya, Madrid, 1870.
- Rubens, diplomático español, Madrid, 1883.[2]
- Edición de Arte de la Pintura de Francisco Pacheco
- Edición de los Diálogos de la pintura, su defensa, origen, essentia, definición, modos y differencias de Vicente Carducho.